# Chipolata
La chipolata è un tipo di salsiccia piccante con carne di maiale macinata grossolanamente e condita con sale e pepe insieme a erbe e spezie.

## Etimologia e storia
Si pensa che il nome dell'alimento derivi da "cipollata", che indica un piatto contadino con cipolle stufate. Si pensa che la chipolata abbia avuto origine in Francia. Uno dei primi volumi che menziona l'alimento è l'edizione del 1903 di Le guide Culinaire di Auguste Escoffier. La chipolata è oggi un alimento diffuso nel Regno Unito dove sono un alimento tipico natalizio.